# Ugo Nebbia
Virginio Ugo Nebbia (Perugia, 16 marzo 1880 – Sori, 1º aprile 1965) è stato un pittore, critico d'arte, restauratore, archivista, illustratore e giornalista italiano.

## Biografia
Nacque da Paolo Alberto, occupato presso la Regia Intendenza di Finanza, e Anna Pezzani. Si trasferì con la famiglia più volte a causa dei lavori del padre. Passò l'infanzia a Genova, ma fuggì di casa durante l'adolescenza per impiegarsi come mozzo su un mercantile della Capitaneria di Porto.
Tentò di diplomarsi nel 1898 a Livorno per poi riuscirci l'anno successivo al liceo Manzoni di Milano, ove la famiglia si era trasferita. Si iscrisse quindi alla Facoltà Lettere all'Università degli Studi di Pavia dove si laureò il 15 dicembre del 1902.
Durante gli studi universitari si dedicò anche alla ricerca e al ripristino delle fonti documentarie, assieme al concittadino Ettore Verga, impiegato per catalogazioni scientifiche a Milano dell'Archivio Storico, della Camera di Commercio e della Fabbrica del Duomo. Questo gli valse gli apprezzamenti di varie personalità tra intellettuali, architetti o semplici addetti agli uffici pubblici per la protezione dei monumenti regionali, come Camillo Boito, Luca Beltrami, Gaetano Moretti e altri, con alcuni dei quali continuò a collaborare. Verso la fine del 1904 redasse uno studio sulle decorazioni del Duomo di Milano, su incarico di Carlo Romussi.
A quegli anni risalgono i periodi di viaggio all'estero, nel corso dei quali visitò la Danimarca, la Russia e più volte Parigi, dove conobbe eminenti personalità artistiche dell'epoca.
Seguì i circoli futuristi e divenne amico di Filippo Tommaso Marinetti, Umberto Boccioni e Antonio Sant'Elia.
Nel 1909 fu assunto come ispettore presso la Soprintendenza ai Monumenti di Milano, ufficio allora dipendente dal Ministero della Pubblica Istruzione, dove cominciò, continuando con dedizione per tutto il tempo trascorso all'interno della Soprintendenza, a dirigere restauri e a battersi per la tutela delle opere d'arte e del paesaggio: da ricordare fra le altre cose la difesa della Casa degli Omenoni nel 1913, minacciata di demolizione. I suoi contributi cominciarono ad apparire sui quotidiani locali e sulle riviste specializzate, come il Bollettino d'Arte del Ministero della Pubblica Istruzione.
Nel 1915, all'entrata dell'Italia nella prima guerra mondiale, si arruolò come volontario. Durante uno scontro rimase vittima dei gas, perdendo l'uso dell'olfatto. A Milano, nell'aprile 1917, sposò Vittoria Boneo.
Al termine del conflitto riprese il posto di ispettore, ma lontano dal capoluogo lombardo dove l'impegno critico a favore delle avanguardie cubiste e futuriste gli aveva procurato dissensi con la Soprintendenza e un ammonimento da parte di Corrado Ricci, continuando a spostarsi lungo la penisola (alle Gallerie di Palermo, 1919; ai Monumenti di Genova, 1919-22; al Museo nazionale di Ravenna, 1922; alla Soprintendenza all'arte medievale e contemporanea di Venezia, 1922-33; all'Ufficio distaccato per i monumenti della Liguria a Genova, 1933-39.).
Nella Soprintendenza all'arte medievale e contemporanea di Venezia ha lavorato sotto la direzione del soprintendente Gino Fogolari distinguendosi per l'attività di tutela e di catalogazione degli edifici monumentali nelle province venete. Si occupò della sistemazione delle sale d'armi del Palazzo Ducale e della raccolta Franchetti alla Ca’ d’Oro. 
Dopo il soggiorno genovese Nebbia venne trasferito all'Aquila nel 1939, dove rimase sino al 1942, quando riuscì a tornare a Milano.
Nel 1929 si sposò con la pittrice e decoratrice Alma Fidora con rito religioso, per poi registrare l'unione presso lo stato civile nel 1932.
Negli anni quaranta iniziò una lunga collaborazione con l'Istituto Geografico De Agostini di Novara, per il quale compilò volumi di divulgazione storico-artistica e, dal 1952, curò le agili monografie della collana «Galleria antica e moderna». Sua collaboratrice, in questo contesto, fu la storica dell'arte Amalia 'Mia' Cinotti, figlia del pittore Guido Cinotti, con la quale Nebbia iniziò una relazione sentimentale che si protrasse fino alla morte.
Alla morte di questa, avvenuta il 17 maggio 1992, alcune opere appartenute allo studioso e altre da lui realizzate per istituzioni museali lombarde vennero destinate ad alcuni enti locali come il Museo civico di Monza, la Biblioteca Ambrosiana (disegni ed acquerelli); la collezione di tre velieri andò al Museo della Scienza e della Tecnologia.

## Opere
- La scultura nel Duomo di Milano, Milano, Amministrazione della Fabbrica del Duomo, 1907.
- Milano che sfugge. Appunti, schizzi, istantanee, memorie d'arte della Città dimenticata o moritura, (a cura di), Milano, Alfieri e Lacroix, 1909.
- I recenti restauri della Badia di Chiaravalle, Roma, Calzone, 1910.
- La Brianza, Bergamo, Istituto italiano d'arti grafiche, 1912.
- Le Sale d'armi del Consiglio dei Dieci nel Palazzo Ducale di Venezia, Bergamo, Istituto Italiano d'Arti Grafiche, 1923.
- La Quattordicesima Esposizione d'arte a Venezia, 1924, Bergamo, Istituto Italiano d'Arti Grafiche, 1924.
- La Quindicesima Esposizione d'arte a Venezia, 1926, Bergamo, Istituto Italiano d'Arti Grafiche, 1926.
- La Sedicesima Esposizione Internazionale d'Arte, Venezia 1928, Milano-Roma, Luigi Alfieri & C. Editori, 1928.
- La casa madre dei mutilati in Roma. 4 Novembre 1928, Milano-Roma : Luigi Alfieri & C. Editori, 1928.
- Arte navale italiana. Pagine di storia e d'estetica marinara, Bergamo, Istituto italiano d'arti grafiche, 1932.
- 3. La pittura del Novecento, in Storia della pittura, seconda ed., Milano, Soc. ed. libraria, 1941.
- Tintoretto. La scuola di San Rocco, Bergamo, Istituto Italiano d'arti grafiche, 1944.
- Raffaello, Novara, Istituto geografico De Agostini, 1945.
- La pittura italiana del Seicento, Novara, Istituto geografico De Agostini, 1946.
- Luigi Filocamo, Milano, Vincenzo Colonnello, 1948.
- Leonardo da Vinci, Novara, Istituto geografico De Agostini, 1952.
- 300 capolavori d'arte pittorica d'ogni tempo, a cura di, Milano, Edizioni Beatrice D'Este, 1957.
- Renoir, Milano, Edizioni Beatrice d'Este, 1959
- Le battaglie nella pittura italiana, Milano, Confalonieri, 1960.
- Mose Bianchi, Busto Arsizio, Bramante, 1960.
- Il tesoro del duomo di Milano, Milano, Edizioni artistiche Alfieri & Lacroix, 1962.